# Saint-Sylvestre-Pragoulin
Saint-Sylvestre-Pragoulin é uma comuna francesa na região administrativa de Auvérnia-Ródano-Alpes, no departamento Puy-de-Dôme. Estende-se por uma área de 23,96 km². Em 2010 a comuna tinha 1 102 habitantes (densidade: 46 hab./km²).